# 미네소타주의 주지사

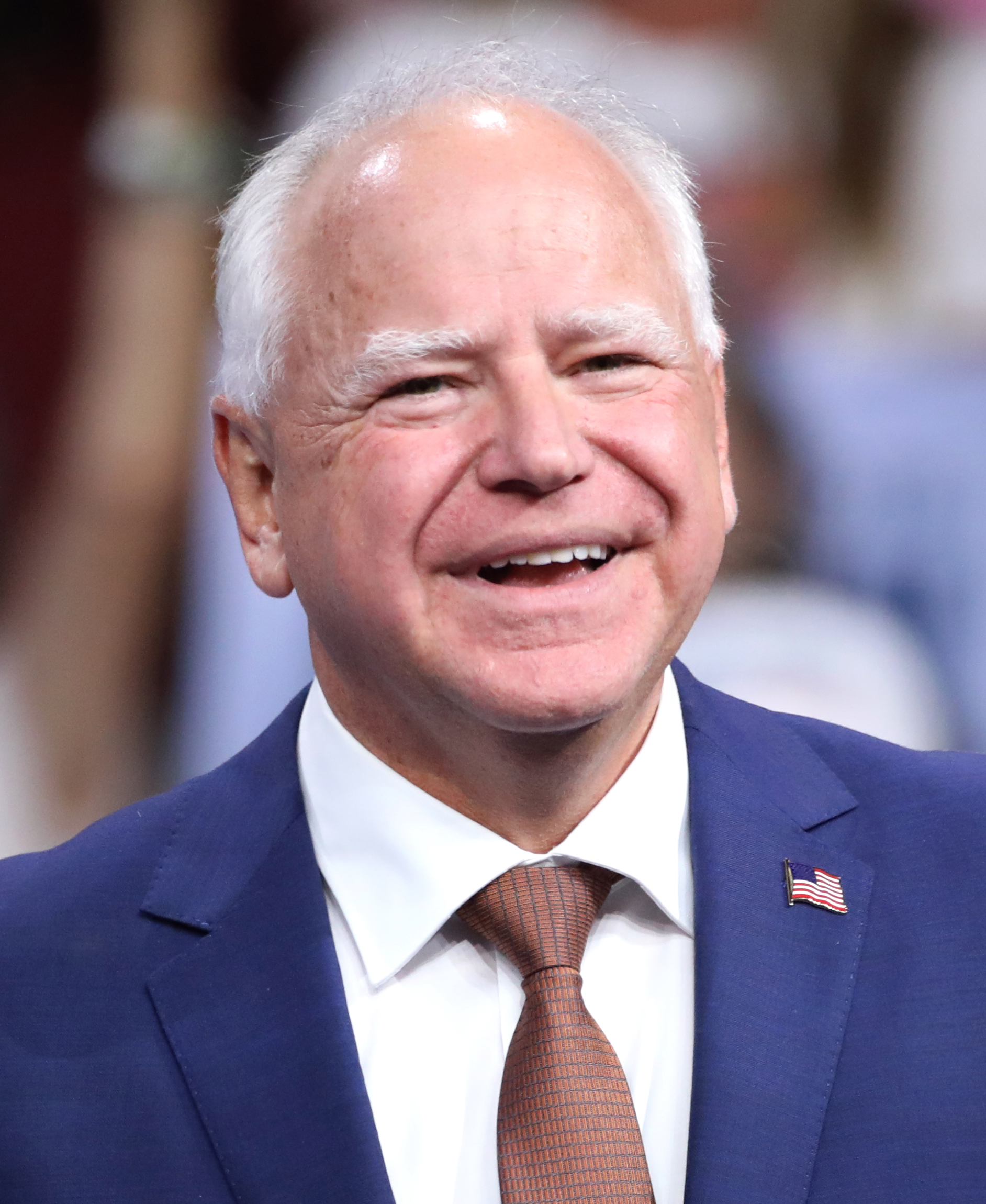
팀 월즈 현 미네소타주지사

미네소타주의 주지사(영어: Governor of Minnesota)는 미국 미네소타주의 행정부를 이끌고 있는 정부수반이다. 40명이 미네소타주지사를 역임했지만, 역사적으로는 미네소타 준주 주지사도 3명이나 있었다. 초대 준주 주지사인 알렉산더 램지도 몇 년 후 주 주지사를 역임했다. 주지사는 일반 투표로 선출되지만 준주 주지사는 미국 대통령에 의해 임명되었다. 현재 미네소타주지사는 미네소타 민주농민노동당(DFL)의 팀 월즈이다.

## 권한 및 자격
미국 대통령과 마찬가지로 주지사는 미네소타 주의회에서 통과된 법안에 대해 거부권을 행사할 수 있다. 대부분의 주와 마찬가지로 주지사는 미국 대통령과 달리 법안의 특정 조항을 삭제하고 전체 법안에 서명할 수 있는 라인 항목 거부권을 행사할 수도 있다.
미네소타주지사는 취임 시 25세이어야 하며, 선거 전 1년 동안 미네소타 주민이어야 한다.
1958년 미네소타 헌법 개정 이후 주지사는 임기에 제한 없이 4년 임기로 선출되었다.

## 승계
주지사의 승계 라인은 미네소타주 헌법 제5조 5항과 미네소타주 법령 4.06에 의해 설정되어 있다.